# 石屋川トンネル

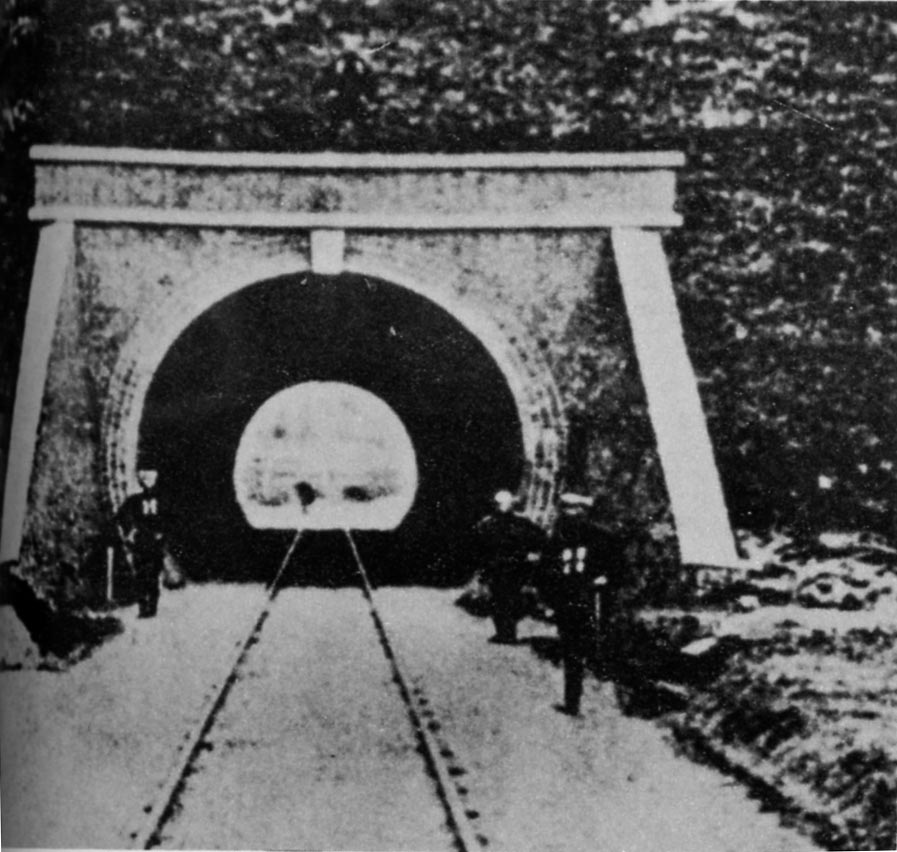
石屋川トンネル（『写真集 むかしの神戸』より）

石屋川トンネル（いしやがわトンネル）は、かつて兵庫県神戸市の東海道本線住吉駅 - 灘駅間、現在の住吉駅 - 六甲道駅間に存在した鉄道トンネルである。日本初の鉄道トンネルである。石屋川隧道（いしやがわずいどう）の名称でも呼ばれる。

## トンネル概要
新橋 - 横浜間に続き、大阪 - 神戸間に日本で2番目の鉄道建設が計画された。
当初の計画では、浜手側に路線を敷設する予定であったが、灘の酒蔵より「汽車のゴヘラの煙で酒が腐る」というクレームが入ったため、予定を変更して山麓を通る路線に変更することになった。
当時の機関車は小形で勾配に弱かったことから、天井川であった芦屋川・住吉川・石屋川はトンネルを開削し、その下を通すことになった。
その中でも、最初に開削されたのがこの石屋川トンネルである。1870年（明治3年）10月24日に着工、1871年（明治4年）7月に竣工し、1874年（明治7年）5月の鉄道開業で供用が開始された。
設計はイギリスからのお雇い外国人によってなされ、仮設の木橋で水流を変えていったん川と堤防を取り崩し、レンガを積みトンネルを組み立てた後、再び川を埋め戻すという開削工法がとられた。
東海道本線の全通後、1894年（明治27年）には輸送量の増加にあわせ同線の複線化が決定する。この時はトンネルの下半分を掘り下げ、垂直にする工法が取られた。
さらに1919年（大正8年）には複々線化に対応するための工事が行われる。この時、トンネルは解体され、川は4線を越える水路橋となった。1976年（昭和51年）10月には高架化のため、石屋川の地盤強度を高める必要から埋め立てられた。
現在石屋川公園には、トンネルがあったことを示す説明板が置かれている。